# Eljero Elia
Eljero George Rinaldo Elia (* 13. února 1987, Voorburg) je nizozemský fotbalový útočník a reprezentant surinamského původu, momentálně působící v klubu Istanbul Basaksehir. V roce 2009 získal Cenu Johana Cruijffa (Johan Cruijff Prijs), která se v Nizozemsku každoročně uděluje nejlepším mladým hráčům do 21 let.

## Reprezentační kariéra
Elia debutoval v Oranje (A-mužstvu Nizozemska) 5. září 2009 v přátelském zápase v Enschede proti Týmu Japonska (výhra 3:0).

### Reprezentační góly
Góly Eljera Eliji za reprezentační A-mužstvo Nizozemska
| 010                | 9. 9. 2009 | Hampden Park, Glasgow, Skotsko         | Skotsko  | 00:1 0(82.) | 0:1 | kvalifikace na MS 2010 |
| 02                 | 5. 6. 2010 | Amsterdam ArenA, Amsterdam, Nizozemsko | Maďarsko | 05:1 0(74.) | 6:1 | přátelský zápas        |
| Platí k 6. 8. 2015 |            |                                        |          |             |     |                        |